# Икономика на Молдова
Брутният вътрешен продукт на Молдова през 2007 година възлиза на 53 354 милиона молдовски леи (4,8 милиарда щатски долара).

## Първичен сектор

### Селско стопанство

#### Животновъдство
Брой на животните по данни към 1 януари 2006 година:
- 311 000 – едър рогат добитък
- 461 000 – свине
- 938 000 – овце и кози
- 69 000 – коне
- 22 235 000 – птици

## Третичен сектор
Износът е съставен предимно от хранителни продукти, текстил и машини, а вносът – от минерални продукти и горива, машини и оборудване, химикали, текстил (2000).
Търговското салдо е отрицателно – 148,4 милиона щатски долара (2004).

## Статистика
Консумацията на петрол в Молдова е 24 000 барела на ден (2001).